# Грушкевиц, Иохан Ансович
Иохан Ансович Грушкевиц (латыш. Johans Grušķevics; 14 января 1893 года, деревня Пузе, Виндавский уезд, Курляндская губерния — 19 марта 1977 года, Латвийская ССР) — председатель колхоза «Падомью Латвия» Вентспилсского района Латвийской ССР. Герой Социалистического Труда (1958).

## Биография
Родился в 1893 году в крестьянской семье в деревне Пузе Виндавского уезда (сегодня — Пузская волость Вентспилсского края). Трудовую деятельность начал 12-летним подростком на Пузенском стеклозаводе, в сельском хозяйстве. Участвовал в Первой мировой войне. Во время Великой Отечественной войне поддерживал советских партизан, за что дважды подвергался аресту.
В 1949 году избран председателем колхоза «Падомью Латвия» Вентспилсского района. Под его руководством колхоз добился значительных успехов в экономическом и социальном развитии. Вывел колхоз в число передовых сельскохозяйственных предприятий Латвийской ССР. В 1957 году урожайность зерновых в колхозе достигла в среднем 20 центнеров с каждого гектара, было получено в среднем по 397 центнеров молока и 90 центнеров свинины на 100 гектаров сельскохозяйственных угодий.
Указом Президиума Верховного Совета СССР от 15 февраля 1958 года удостоен звания Героя Социалистического Труда «за выдающиеся успехи, достигнутые в деле развития сельского хозяйства по производству зерна, картофеля, сахарной свеклы, мяса, молока и других продуктов сельского хозяйства, и внедрение в производство достижений науки и передового опыта» с вручением ордена Ленина и золотой медали Серп и Молот.
В 1958 году вступил в КПСС.
В 1960 году вышел на пенсию. Умер в марте 1977 года.